# Philipp Heißner
Philipp Heißner (* 6. Juni 1988 in München) ist ein deutscher Politiker (CDU). Von 2015 bis 2020 war er und seit 2025 ist er erneut Abgeordneter in der Hamburgischen Bürgerschaft. Er ist stellvertretender Landesvorsitzender der CDU Hamburg und seit 2021 Kreisvorsitzender der CDU Eimsbüttel.

## Biografie
Heißner studierte Rechtswissenschaft an der Bucerius Law School in Hamburg und absolvierte 2014 das 1. Staatsexamen.
Heißner begann seine politische Karriere in der Jungen Union, deren Kreisvorsitzender in Eimsbüttel er bis 2015 war und deren Bundesvorstand er seit 2014 angehört. Seit 2009 ist er Mitglied der CDU und Vorsitzender des Ortsverbandes Eimsbüttel/Hoheluft-West.
2014 wurde Heißner zum Mitglied der Bezirksversammlung Eimsbüttel gewählt. Bei der Bürgerschaftswahl 2015 erhielt er ein Mandat im Wahlkreis Stellingen – Eimsbüttel-West und war Fachsprecher der CDU-Fraktion für die Themen Familie, Kinder und Jugend und saß im Familien-, Kinder- und Jugendausschuss der Bürgerschaft. Außerdem war er Mitglied im Haushalts- und Stadtentwicklungsausschuss. Einer Enquete-Kommission zur Kinder- und Jugendhilfe gehörte er als Obmann der CDU-Fraktion an.
Bei der Bürgerschaftswahl 2020 zog er nicht ins Parlament ein.
Von 2019 bis 2022 war Heißner Landesvorsitzender der Jungen Union Hamburg. Nach der Wahlniederlage der CDU bei der Bundestagswahl 2021 kritisierte er die Wahlkampfvorbereitung der CDU. Es sei ein Fehler gewesen, „die Nominierung des Spitzenkandidaten und die Wahlkampfstrategie an der Bevölkerung und der Parteibasis vorbei zu entscheiden.“
Seit November 2020 ist Heißner als zubenannter Bürger Mitglied im Jugendhilfeausschuss der Bezirksversammlung Eimsbüttel.
Bei der Bürgerschaftswahl 2025 wurde er auf Platz 5 der Landesliste der CDU Hamburg wieder gewählt.